# 大菩薩嶺
大菩薩嶺（日語：だいぼさつれい）是位在日本本州中部地方山梨縣的山，標高為2,057公尺。附近有大菩薩峠。

## 概要
位在奧秩父山塊，構成大菩薩連嶺的主脈。選定為日本百名山之一。深田久彌、木暮理太郎等的著書表記為大菩薩岳（だいぼさつだけ）。
名稱的由來是源義光（新羅三郎義光）在後三年合戰之際，祈願軍神的加護，唱念「八幡大菩薩」佛號，或是祭祀觀音菩薩等說法。

## 關連項目
- 日本百名山
- 國中地方
- 郡內地方

## 外部連結
- 國土地理院 地圖閱覽サービス 2万5千分1地形圖名：大菩薩峠 (北東)（页面存档备份，存于）